# Občina Križevci
Občina Križevci (slovinsky Občina Križevci, německy Kreuzberg bei Luttenburg) je jednou z 212 občin ve Slovinsku. Nachází se na severovýchodě státu v Pomurském regionu na území historického Dolního Štýrska. Občinu tvoří 16 sídel, její rozloha je 46,2 km² a k 1. lednu 2017 zde žilo 3 613 obyvatel. Správním střediskem občiny je vesnice Križevci pri Ljutomeru.

## Členění občiny
Občina se dělí na sídla:
- Berkovci
- Berkovski Prelogi
- Boreci
- Bučečovci
- Dobrava
- Gajševci
- Grabe pri Ljutomeru
- Iljaševci
- Ključarovci pri Ljutomeru
- Kokoriči
- Križevci pri Ljutomeru
- Logarovci
- Lukavci
- Stara Nova vas
- Vučja vas
- Zasadi